# 黑枕黃鸝
黑枕黄鹂又名黑枕黃鸝、仓庚（也作鶬鶊、倉鶊），俗稱黃鶯、黃鳥或金衣公子，是屬於雀形目黃鸝科的中型鳥類，分布於季風亞洲，包含俄羅斯西伯利亞、鴨綠江黑龍江流域、中國東北至華南一帶、朝鮮半島、台灣、菲律賓、中南半島、印度西高止山脈與東北地區、孟加拉、斯里蘭卡西南部、巽他群島部分島嶼以及安達曼-尼科巴群島，分布範圍約2,110萬平方公里。

## 亞種
作為分布廣泛的鳥類，黑枕黃鸝有許多的亞種，其中許多亞種曾為獨立的物種，由於各亞種虹膜顏色個體差異較大，且會受到光線、觀察角度、及攝影器材之影響而有差異，因此較不適合做為分辨亞種的依據。
本種黄鹂的演化史相當地複雜，裡頭可能有更多的複合種組群。其中diffusus亞種跟分布重疊的金黄鹂（Oriolus oriolus）與印度金黃鸝（Oriolus kundoo）相近，有很密切的關係，形成了很大的演化支系。
目前已辨認有二十個亞種：
- O. c. diffusus - Sharpe, 1877: 原為獨立物種，分布於東亞與東北亞
- O. c. andamanensis - Beavan, 1867: 原為獨立物種，分布於安達曼群島，其翅膀顏色是全黑的。
- O. c. macrourus - Blyth, 1846: 原為獨立物種，分布於尼科巴群島，頸背有一條很寬的條帶，頭頂呈黃色，翅膀顏色全黑，羽毛有一些黃色斑點。[8]
- O. c. maculatus - Vieillot, 1817: 原為獨立物種，分布於馬來群島和印尼
- O. c. mundus - Richmond, 1903: 原為獨立物種， 分布於錫默盧島和尼亞斯島
- O. c. sipora - Chasen & Kloss, 1926: 分布於西普拉島
- O. c. richmondi - Oberholser, 1912: 分布於西比路島
- O. c. lamprochryseus - Oberholser, 1917: 分布於馬薩倫布群島
- O. c. insularis - Vorderman, 1893: 原為獨立物種，分布於薩普迪群島（英语：Sapudi Islands）
- O. c. melanisticus - Meyer, AB & Wiglesworth, 1894: 原為獨立物種，分布於塔勞群島
- O. c. sangirensis - Meyer, AB & Wiglesworth, 1898: 分布於桑義赫群島
- O. c. formosus - Cabanis, 1872: 原為獨立物種，錫奧島
- O. c. celebensis - (Walden, 1872): 原為獨立物種，分布於蘇拉威西島及附近的島嶼
- O. c. frontalis - Wallace, 1863: 原為獨立物種，分布邦蓋群島和蘇拉群島
- O. c. stresemanni - Neumann, 1939: 分布於珀倫島
- O. c. boneratensis - Meyer, AB & Wiglesworth, 1896: 原為獨立物種，分布於塞拉亞島
- O. c. broderipi - Bonaparte, 1850: 原為獨立物種，分布於小巽他群島
- O. c. chinensis - Linnaeus, 1766: 分布於菲律賓北部、南部及其衛星群島
- O. c. yamamurae - Kuroda Sr, 1927: 分布於菲律賓中部和南部
- O. c. suluensis - Sharpe, 1877: 分布於菲律賓南西部的蘇祿群島

## 特征
本種黃鸝的體羽大部分呈金黃色，兩翅及尾呈黑色，在頭部通過眼有一條寬闊的黑紋，嘴呈粉紅色，腳呈鉛色，雄鳥全身大致呈鮮亮的黃色，兩翅及尾羽有黑色斑紋，其嘴呈紅色，過眼線為粗大的黑色，延伸至頭後方呈環狀；幼鳥下面有條紋，其羽色鮮黃亮眼。體長為23~28cm。

## 习性
黑枕黄鹂是一種樹棲性鳥類，常成對穿梭於綠樹叢間，飛行力強並常呈波浪狀，通常單獨或成對出現於樹林上層活動，其嘴粗厚有力，牠的主食是昆蟲，也吃些果實、種子等植物性食物，它們較喜愛吃異色山黃麻（Trema orientale）和榕屬植物的果實，也是會捕食對農林有損的害蟲的益鳥。黑枕黄鹂的巢築在大樹的枝梢間，狀似搖籃，一窩可產卵4-5枚，雛鳥叫聲響亮，在樹下能聽到巢內雛鳥的叫聲。雛鳥生長較快，孵出一個多月後即能隨親鳥逐漸向南遷移。黑枕黃鸝的歌聲猶如流水般的婉轉動聽，富有音韵，略似笛音“iwee wee wee-leeow”。
黑枕黄鹂於4月（尼科巴群島的族群於1-3月）開始築巢，並置於樹的交叉處，4-5月孵蛋，並在6-8月帶領離巢之亞成鳥在巢區周邊活動，9月之後離巢之亞成鳥則會離開繁殖區擴散至遠處。一對黑枕黄鹂在一個繁殖季內約可繁殖2次，持續約17週。黃鸝的巢通常由母鳥獨自築巢，築巢平均需耗約3-4天，築巢完成後會在3-4天內下3-4顆蛋，在18-21天之後所有蛋孵化完畢，再照顧雛鳥約14-16天，雛鳥離巢後雌鳥會再待兩周，隨後即會進行下一次繁殖，蛋的外觀呈鮭魚紅和較深的紅色斑點。這些鳥巢常會在大卷尾附近築建，間接形成競爭。
安達曼群島和尼科巴群島的亞種的叫聲較其他族群有截然不同的叫聲，後者的會轉調控制叫聲。
鳥巢會在進行下一次繁殖後棄置，麻雀和紅嘴黑鵯有時會用這些棄置的鳥巢築巢。

## 分布
黑枕黄鹂是一種候鳥，夏天飛到中國東北部、東西伯利亞、朝鮮半島、日本和越南北部等地繁殖，冬季廣泛南遷印度、泰國、斯里蘭卡和馬來半島等地越冬，最主要分布在印度東北部和半島區域，也有一些會到孟加拉，在尼科巴群島和安達曼群島的族群為留鳥。
diffusus亞種較不常遷徒於印度南部許多地方也罕見地遷徒於斯里蘭卡，反倒是來自東南亞的亞種較常出現，它們頂多在西高止山脈出現。 在新加坡，1880年代時本種相當地罕見，相信它們是在1920年代由飼養者在此建立了大批的族群，使本種數量於該國大增，如今在新加坡黑枕黄鹂相當地普遍，並且常在園地出現。
黑枕黄鹂常出現於森林、園地和次生林，隐蔽性较强。
在台灣黑枕黃鸝出現於海拔分布0至800公尺的平地至丘陵闊葉林、次生林，過去是平地及淺山樹林地帶普遍的留鳥，但現在大部分地區已絕跡，目前分布於玉山國家公園、墾丁國家公園、金門國家公園及東沙環礁國家公園等地區，高雄為群聚比例最高的地方。

## 保育
黑枕黃鸝在東南亞和東北亞為常見的鳥類，但在臺灣的處境生存艱難，全台一度只剩200多隻黃鸝鳥，2004年在臺灣列為第二級珍貴稀有生物，2008年從第二級珍貴稀有生物改列第一級的瀕臨絕種生物，經過十年保護，2018年回復至第二級。除了天然因素外，也受到人為因素威脅、如獵捕、樹木修剪、環境開發等，黑枕黃鸝族群數量因此銳減。
近年來黑枕黃鸝保育有成，族群數已有回升現象。隨著都會地區公園的樹木長大及環境改善，成了適合黃鸝棲息的空間，此外森林公園綠地的串連也讓黃鸝族群擴散，使牠們的繁殖環境增加，甚至原本幾乎沒有出現的高雄都會區也能看到其身影，其他地方如嘉義近年來也開始有通報出現。

## 外部連結
- 相關圖片和媒體 （页面存档备份，存于）
- 遊隼捕食黑枕黃鸝 （页面存档备份，存于）